# L'uso dei piaceri
L'uso dei piaceri (L'Usage des plaisirs, 1984) è un saggio dello storico e filosofo francese Michel Foucault. Prosegue la ricerca iniziata qualche anno prima con La volontà di sapere (1976), continuata nei volume La cura di sé e concluso con Le confessioni della carne (2018) tutti parte dello studio conosciuto come Storia della sessualità.
Questa seconda parte ripercorre l'indagine storica sulle fonti della nostra sessualità occidentale. Foucault dichiara di aver dovuto limitare il suo piano originario di ricerca complessa per prendere in esame le fonti antiche, greche e soprattutto romane, vale a dire il periodo pre-cristiano, dove si sono sviluppate le strutture e le forme essenziali della sessualità occidentale. Foucault esplora i concetti di sessualità e di piacere in tutte le loro dimensioni. Discute la questione morale e cosa si intenda per pratiche normali e anormali, secondo categorizzazioni epistemologiche. Foucault è interessato all'istituzione del matrimonio come un'economia che gestisce sia la sessualità sia il piacere e conclude il libro con un capitolo intitolato "Il vero amore".